# Żory (gmina 1945–1954)
Żory (1945–46 Żory-Wieś; od 1973 Baranowice) – dawna gmina wiejska istniejąca w latach 1945–1954 w woj. śląskim, katowickim i stalinogrodzkim (dzisiejsze woj. śląskie). Siedzibą władz gminy były Żory, które stanowiły odrębną gminę miejską.
Gmina wiejska Żory-Wieś powstała w grudniu 1945 w powiecie rybnickim w woj. śląskim (śląsko-dąbrowskim). Według stanu z 1 stycznia 1946 gmina składała się z 4 gromad: Baranowice, Kleszczów, Osiny i Rogoźna. 6 lipca 1950 zmieniono nazwę woj. śląskiego na katowickie, a 9 marca 1953 kolejno na woj. stalinogrodzkie.
Według stanu z 1 lipca 1952 gmina składała się w dalszym ciągu z 4 gromad (bez zmian). Gmina została zniesiona 29 września 1954 wraz z reformą wprowadzającą gromady w miejsce gmin. Jednostki nie przywrócono 1 stycznia 1973 wraz z kolejną reformą reaktywującą gminy, utworzono natomiast jej terytorialny odpowiednik, gminę Baranowice, zniesioną 27 maja 1975 przez włączenie do Żor.
Jednostka o nazwie gmina Żory z siedzibą w Żorach istniała również w latach 1977–1982. Była to jednak gmina o zupełnie innym zasięgu terytorialnym niż jej poprzedniczka. Była to przejściowa nazwa (pochodząca od zmienionej siedziby – Żor) istniejącej w latach 1973–1977 i ponownie od 1982 gminy Suszec.